# Ветеринарная улица (Чернигов)
Ветеринарная улица (до 2024 года — улица Маресьева) (укр. Ветеринарна вулиця) — улица в Деснянском районе города Чернигова. Пролегает от улицы Надежды до кладбища в лесопарке Яловщина, исторически сложившаяся местность (район) Александровка.
Примыкают улицы Сергея Ефремова, проспект Михаила Грушевского (улица 1 Мая), Королёва, Максима Березовского, Филиппа Орлика (Черняховского), Тополиная.

## История
После Великой Отечественной войны улица получила название улица Маресьева — в честь Героя Советского Союза Алексея Петровича Маресьева. До включения села Александровка в черту города Чернигова в 1999 году улица была длиной 125 м — между улицами Гагарина (сейчас часть проспекта Михаила Грушевского) и Королёва. Согласно сервису «Яндекс карты», современная длина улицы 1,05 км, но большая часть застройки относится к другим улицам.
С целью проведения политики очищения городского пространства от топонимов, которые возвеличивают, увековечивают, пропагандируют или символизируют Российскую Федерацию и Республику Беларусь, 10 июля 2024 года улица получила современное название — из-за расположения возле Черниговской государственной больницы ветеринарной медицины, согласно Решению Черниговского городского совета № 41/VIII-7 «Про переименование улиц в городе Чернигове» («Про перейменування вулиць у місті Чернігові»).  

## Застройка
Улица пролегает в западном направлении к лесопарку Яловщина. Только один квартал занят домами данной улицы — между проспектом Михаила Грушевского (улица 1 Мая) и улицей Королёва — малоэтажная жилая застройка (два 2-этажных дома №№ 1 и 4).  
Учреждения: нет
Памятники истории вновь выявленные:
1. кладбище в урочище Яловщина — Братская могила жертв нацизма (1941-1943, памятный знак 1969), без охранной зоны